# Groß Luja

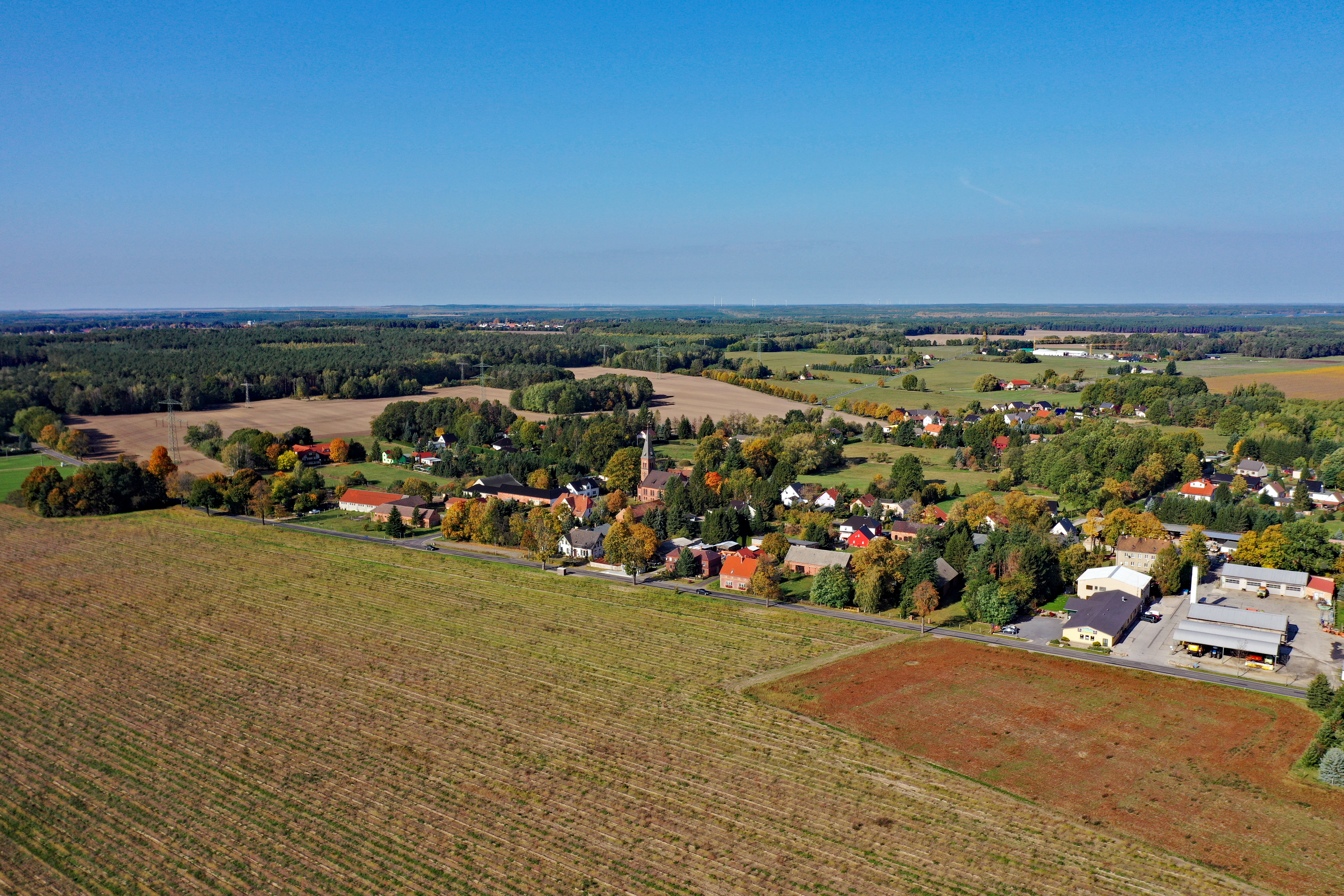
Luftbild

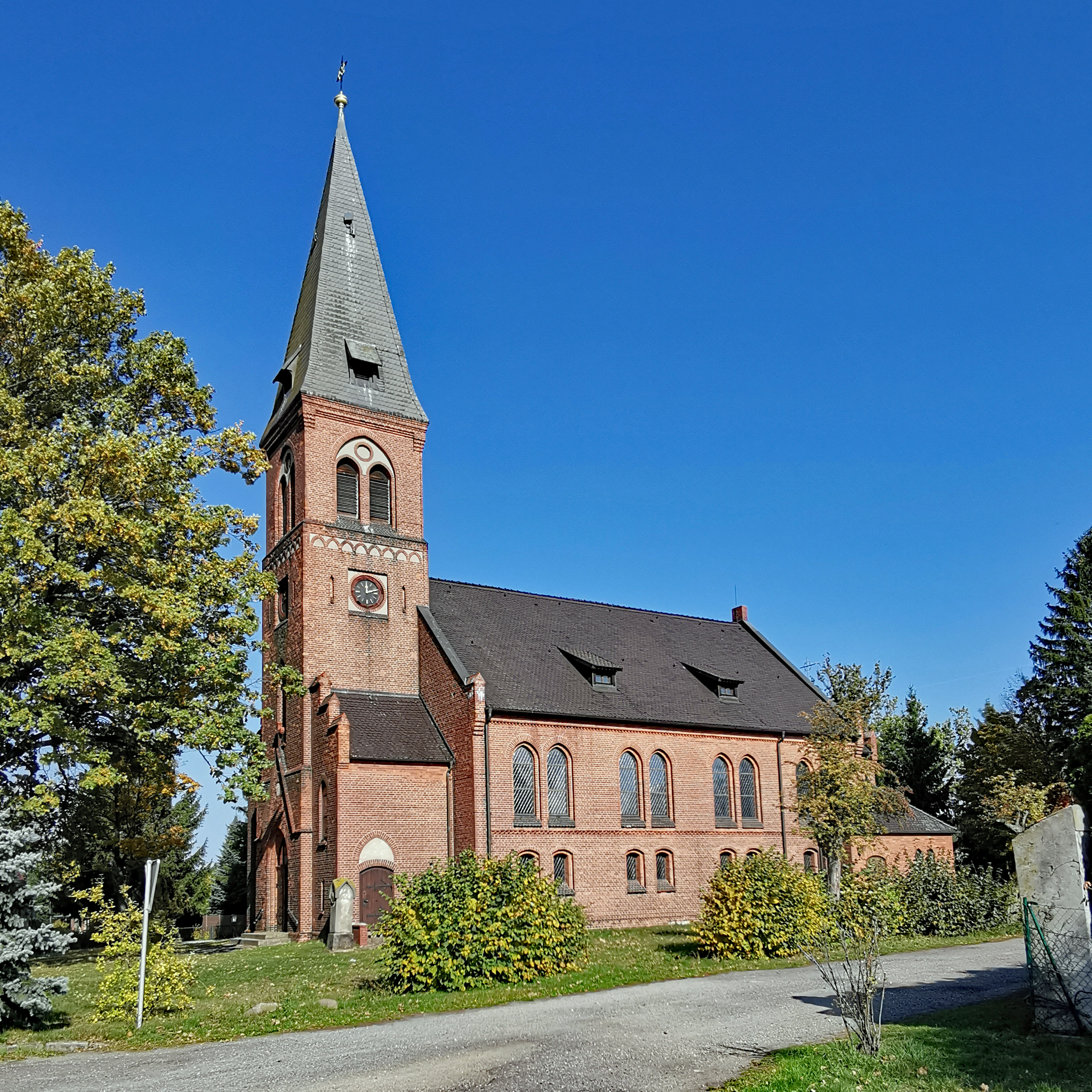
Dorfkirche Groß Luja

Groß Luja, niedersorbisch Łojow, ist ein Ortsteil der Stadt Spremberg im brandenburgischen Landkreis Spree-Neiße.

## Lage und Erreichbarkeit
Groß Luja liegt ungefähr acht Kilometer nordöstlich der Stadt Spremberg und ist über die L48 mit ihr verbunden.

## Geschichte
Groß Luja wurde 1346 erstmals als Loyow in Urkunden erwähnt. Die Ortsgründung wurde jedoch offiziell auf das Jahr 1495 vom Meißner Bischof abgeändert, nachdem ihm überarbeitete Unterlagen vorgelegt wurden. Von sorbischen Siedlern gegründet, zählt Groß Luja zu den ältesten Siedlungen der Region Spremberg. Der sorbische Ortsname Łojow weist auf eine lehmige und sumpfige Gegend hin. Der Namenszusatz „Groß“ dient der Unterscheidung zum nahegelegenen Klein Loitz. „Loitz“ ist die eingedeutschte Version des sorbischen Wortes „Luja“.
Laut Arnošt Muka lebten im Jahr 1879 in Groß Luja knapp 250 Einwohner, wobei fünf zugezogene Familien die sorbische Sprache nicht beherrschten. Die ortsgebürtigen Kinder sprachen sowohl untereinander als auch in der Familie Sorbisch, der Schulunterricht wurde jedoch überwiegend in deutscher Sprache gehalten. Im Jahr 1884 lebten in Groß Luja 266 Einwohner, davon waren 246 Sorben und 20 Deutsche. Gottesdienste fanden in den 1880er Jahren sowohl in deutscher als auch in sorbischer Sprache statt.
Ursprünglich landwirtschaftlich geprägt, ist der Ortsteil heute eine reine Wohngegend.